# Десять центов (Австралия)
Австралийская монета — десять центов, была выпущена в связи с переходом на десятичную валюту с 14 февраля 1966 года, заменив флорин, или два шиллинга (австралийский фунт автоматически обменивался на два австралийских доллара). С выводом из обращения одно и двух-центовых монет в 1992 году в настоящее время является второй по номиналу в обращении. С введением десятичной валюты, монета 10 центов унаследовала технические характеристики австралийского шиллинга и фактически равна одной двадцатой части австралийского фунта.
Первый год чеканки 1966 года, было выпущено 30 миллионов этих монет на Британском Королевском монетном дворе (в Лондоне), а также 11 млн монет на Королевском монетном дворе Австралии в Канберре. С тех пор, монеты выпускаются исключительно в Канберре, за исключением 1981 года, когда 40 млн монет было выпущено на Английском Королевском монетном дворе.
В 1986, 1987, 1995 и 1996 годах эти монеты не выпускались. Самый низкий тираж был в 1985 году, когда были выпущены 2 миллиона 100 тысяч монет.
На реверсе монеты изображён большой лирохвост (Menura novaehollandiae). Лирохвост является уникальным животным обитающим в юго-восточных штатах Австралии, а также был завезён в Тасманию. Автором рисунка стал Стюарт Девлин, который разработал дизайны всех монет Австралийского доллара в 1966 году.